# Virus dengue
El virus del dengue (DENV, acrónimo oficial) es un arbovirus del género Flavivirus de la familia Flaviviridae. Posee cuatro serotipos inmunológicos: DENV-1, DENV-2, DENV-3, y DENV-4 causantes del dengue. Existe documentación de un posible quinto serotipo, DEN-5, el cual no ha sido aceptado ni comprobado dentro de la comunidad científica como un causante del dengue. Este virus es uno de los más mórbidos del mundo, con más de 100 millones de casos cada año, de su enfermedad en la forma benigna. Esta alta incidencia de casos ha favorecido la investigación para comprender el ciclo de vida del virus, y los medios de replicación de este virus son muy importantes para crear una vacuna.

## Naturaleza
El virus del dengue es la causa de dos enfermedades que difieren en su severidad. Existe un serotipo que apareció hace unos 200 años y que provoca una fiebre leve (DEN-1). También existe un serotipo más grave de la enfermedad que causa la fiebre hemorrágica y fue identificado después de la Segunda Guerra Mundial. El virus del dengue se encuentra en Asia, África, Centroamérica y América del Sur y es transmitido por mosquitos del género Aedes. Este mosquito está muy extendido en los bosques y zonas húmedas, ya que estas áreas son favorables para la reproducción. El virus del dengue es responsable de más de 100 millones de casos de fiebre leve, y más de 500,000 casos de fiebre hemorrágica al año. De esta cifra, alrededor de 25.000 personas mueren.

## Tipos de virus
El virus del dengue pertenece a la familia de los Flavivirus, y se puede dividir en cinco diferentes serotipos DEN-1, DEN-2, DEN-3, DEN-4 y DEN-5. El quinto serotipo DEN-5 se ha aislado en octubre de 2013, este serotipo sigue un ciclo selvático, a diferencia de los otros cuatro serotipos que siguen el ciclo humano. Estos cuatro primeros serotipos tienen diferencias en la composición de su genoma y sus antígenos en la superficie. Una persona infectada por uno de estos virus es inmune de por vida contra él, pero no está protegida contra los otros tres serotipos. La investigación reciente ha demostrado que cada serotipo se puede dividir en genotipos dependiendo de dónde se encuentra el virus en el mundo y cada genotipo podría subdividirse en intra-genotipos de acuerdo con las diferencias en la composición del genoma.